# Ali LeRoi
Ali LeRoi er en amerikansk stemmeskuespiller.

## Ekstern henvisning
- Ali LeRoi på Internet Movie Database (engelsk)
- Ali LeRoi på AlloCiné (fransk)
- Ali LeRoi på AllMovie (engelsk)
- Ali LeRoi på The Movie Database (engelsk)